# Гаран Олександр Павлович
Олександр Павлович Гаран — український військовослужбовець, молодший лейтенант Збройних сил України, учасник російсько-української війни, що відзначився у ході російського вторгнення в Україну. Герой України (2025).

## Життєпис
У травні 2024 року група морських піхотинців під його командуванням,  утримувала під вогневим контролем острів Фролова, та ще декілька сусідніх островів протягом 26 днів.

## Нагороди
- звання Герой України з врученням ордена «Золота Зірка» (8 травня 2025) — за особисту мужність і героїзм, виявлені у захисті державного суверенітету та територіальної цілісності України, самовіддане служіння Українському народові[2].
- орден «За мужність» III ступеня (23 серпня 2024) — за особисту мужність, виявлену у захисті державного суверенітету та територіальної цілісності України, самовіддане виконання військового обов'язку[3].